# Partido Trabalhista (Noruega)
O Partido Trabalhista (em norueguês bokmål: Arbeiderpartiet; em nynorsk: Arbeidarpartiet, A/Ap; em lapônico sententrional: Bargiidbellodat), anteriormente chamado O Partido Trabalhista Norueguês (em norueguês: Det Norske Arbeiderparti, DNA), é um partido político social-democrata de centro-esquerda da Noruega. Atualmente, é liderado por Jonas Gahr Støre, que também atua como o primeiro-ministro do país.
O Partido Trabalhista está oficialmente comprometido com os ideais sociais-democratas. Com o lema histórico "todos serão incluídos" (alle skal med), o partido buscou um forte estado bem-estar social financiado através de impostos e taxas. Na década de 1980, incluiu mais princípios da economia social de mercado em sua política, permitindo a privatização de ativos e serviços estatais e a redução do imposto de renda progressivo, seguindo a onda de liberalização econômica característica do período. Durante o primeiro governo de Jens Stoltenberg, as políticas do partido foram inspiradas pelo Novo Trabalhismo de Tony Blair aplicado no Reino Unido, levando a mais privatizações do que em qualquer outro governo da Noruega até então. O partido tem sido frequentemente descrito como cada vez mais neoliberal desde os anos 1980, tanto por cientistas políticos quanto por oponentes mais à esquerda.
O Partido Trabalhista se autodenomina um partido progressista subscrito à cooperação em nível nacional e internacional. Sua ala jovem é a Liga da Juventude dos Trabalhadores (em bokmål: Arbeidernes ungdomsfylking; em nynorsk: Arbeidarane si ungdomsfylking). O partido é membro do Partido Socialista Europeu e da Aliança Progressista. Anteriormente, foi membro da Internacional Comunista (1919–1923), do Centro Marxista Revolucionário Internacional (1932–1935), da Internacional Operária e Socialista (1938–1940) e da Internacional Socialista (1951–2016). O Partido Trabalhista sempre foi um forte defensor da integração norueguesa à OTAN e apoiou a adesão da Noruega à União Europeia durante dois referendos. Em meio a Guerra Fria, quando esteve no governo a maior parte do tempo, alinhou estreitamente a Noruega aos EUA a nível internacional e seguiu uma política anticomunista a nível nacional, fazendo da Noruega um membro fundador da OTAN em 1949.
Fundado em 1887, o partido aumentou constantemente seu apoio até se tornar o maior partido da Noruega nas eleições parlamentares de 1927; uma posição que ocupa desde então. Esse ano também viu a consolidação dos conflitos em torno do partido durante a década de 1920, após a sua adesão a Internacional Comunista. Ele formou um governo pela primeira vez em 1928 e liderou o mesmo durante quase dezesseis anos desde 1935. De 1945 a 1961, tinha maioria absoluta no parlamento norueguês, a única vez que isto aconteceu na história do país. Contudo, sua dominação eleitoral durante a década de 1960 e início da década de 1970 foi inicialmente quebrada pela concorrência de partidos menores de esquerda, principalmente do Partido Popular Socialista. A partir do final dos anos 1970, começou a perder eleitores com a ascensão de partidos de direita, levando a sua própria guinada à direita no governo da premiê Gro Harlem Brundtland nos anos 1980. Em 2001, alcançou seu pior resultado desde as eleições de 1924. Entre 2005 e 2013, regressou ao poder depois de concordar em uma coalizão para formar um governo maioritário, sendo parceiro sênior do Partido da Esquerda Socialista e do Partido do Centro na chamada Coalizão Vermelha-Verde. Voltou a ser oposição depois de perder nove assentos nas eleições de 2013. Já nas eleições de 2017, perdeu mais seis assentos; seu segundo menor número de assentos desde 2001. Nas eleições de 2021, perdeu um assento, mas a oposição de esquerda ganhou a maioria sobre os partidos de direita, levando Støre a tornar-se premiê e chefiar um governo minoritário com o Partido do Centro até janeiro de 2025, quando o último retirou-se da coalizão. Desde então, o Partido Trabalhista governa sozinho pela primeira vez em 25 anos.

## História

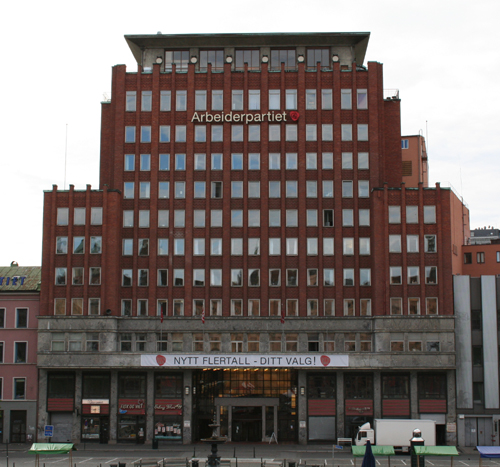
A sede do partido em Oslo.

O partido foi fundado em 1887 em Arendal e concorreu pela primeira vez nas eleições ao Storting em 1894. Entrou no parlamento em 1903 e aumentou constantemente seu voto até 1927, quando se tornou o maior partido da Noruega. O partido era membro da Internacional Comunista (Comintern) entre 1918 e 1923.
Desde a criação do jornal Vort Arbeide em 1884, o partido tinha uma organização crescente e notável de jornais e outros meios de comunicação. O sistema de imprensa partidária acabou resultando na Norsk Arbeiderpresse ('Imprensa Trabalhista Norueguesa', atual A-pressen). Em janeiro de 1913, o partido tinha 24 jornais e mais seis foram fundados em 1913. Também tinha o periódico Det 20de Aarhundre. Em 1920, contava com 33 jornais e seis jornais semi-afiliados. Também tinha sua própria editora, Det norske Arbeiderpartis forlag, sucedida pela Tiden Norsk Forlag. Além de livros e panfletos, a Det norske Arbeiderpartis forlag publicou a Maidagen (publicação anual do Dia do Trabalhador), a Arbeidets Jul (publicação anual de Natal) e o Arbeiderkalenderen (um calendário). Também publicou a revista política mensal Kontakt entre 1947 e 1954.
De suas raízes como uma alternativa radical ao Estabelecimento político, o partido cresceu até seu domínio atual através de várias épocas:

### Dissidências
Em 1921, experimentou uma divisão causada por uma decisão tomada dois anos antes de se juntar à Comintern, o que deu origem ao Partido Trabalhista Social-Democrata da Noruega. Em 1923, o partido saiu da Comintern enquanto uma minoria dos seus membros o deixou para formar o Partido Comunista da Noruega. Em 1927, o Partido Trabalhista Social-Democrata se fundiu ao Partido Trabalhista. Alguns membros do Partido Comunista também aderiram ao Partido Trabalhista, enquanto outros comunistas tentaram um esforço fracassado de fusão que culminou na formação do Partido Unificado da Classe Trabalhadora. No mesmo ano, a Trabalhista Helga Karlsen tornou-se a primeira mulher parlamentar no Storting.

### Décadas de 1930 e 1940
Em 1928, Christopher Hornsrud formou o primeiro governo trabalhista, mas o mesmo durou apenas duas semanas. Durante o início da década de 1930, o Partido Trabalhista abandonou seu perfil revolucionário e estabeleceu um rumo reformista. Os trabalhistas então retornaram ao governo em 1935 e permaneceram no poder durante toda a Segunda Guerra Mundial. O partido era membro do Internacional Operária e Socialista entre 1938 e 1940. Quando a Noruega foi invadida pela Alemanha Nazista em 1940, o governo trabalhista e a família real norueguesa fugiram para Londres, de onde governaram o país em exílio durante a guerra.

### Período pós-guerra
Imediatamente após o final do Segunda Guerra Mundial, o Partido Trabalhista saiu vitorioso nas eleições de 1945. Pela primeira vez, garantiu a maioria absoluta no Storting, ocupando 76 dos 150 assentos. Seu membro Einar Gerhardsen posteriormente formou seu primeiro governo e passou a dominar o cenário político do pós-guerra nos anos seguintes. Gerhardsen é comumente referido como Landsfaderen ('Pai da Nação') e é geralmente considerado um dos principais arquitetos por trás da reconstrução da Noruega após a Segunda Guerra Mundial. O período de 1945 foi descrito como a idade de ouro do Partido Trabalhista, com ele mantendo maioria parlamentar até a eleição de 1961. 
Em 1958, dois membros da Liga da Juventude dos Trabalhadores (Berge Furre e Kåre Sollund) entraram em contato com os deputados trabalhistas, para que os últimos assinassem uma petição, como parte do que é conhecido como a "Revolta da Páscoa" do Partido Trabalhista. Porém, todos os deputados que assinaram, exceto um, mais tarde retiraram suas assinaturas.
Em 1963, o caso Kings Bay levou a oposição a apresentar a moção de desconfiança contra o gabinete de Gerhardsen. O caso envolvia o encobrimento da empresa King Bay, que realizava pesquisas científicas em Svalbard, e foi acusada de envolvimento em atividades ilegais e impróprias na região. As investigações revelaram que houve uma série de mortes suspeitas de trabalhadores. Acredita-se que pelo menos 21 pessoas tenham morrido em circunstâncias misteriosas durante o período em que a empresa operava na região. A moção então acabou sendo bem-sucedida e o Partido Trabalhista foi forçado a renunciar ao governo pela primeira vez em 28 anos. No entanto, a nova coalizão de centro-direita teve vida curta e os trabalhistas regressaram ao governo menos de um mês depois e permaneceram no cargo até 1965.
O Partido Trabalhista posteriormente formou governo nos períodos de 1971–1972, 1973–1981, 1986–1989 e 1990–1997.[carece de fontes?] Os primeiros-ministros trabalhistas neste período incluíam veteranos do partido Oscar Torp, Trygve Bratteli, e Gro Harlem Brundtland, e o partido permaneceu o maior da Noruega durante o restante do século XX.

### Século XXI

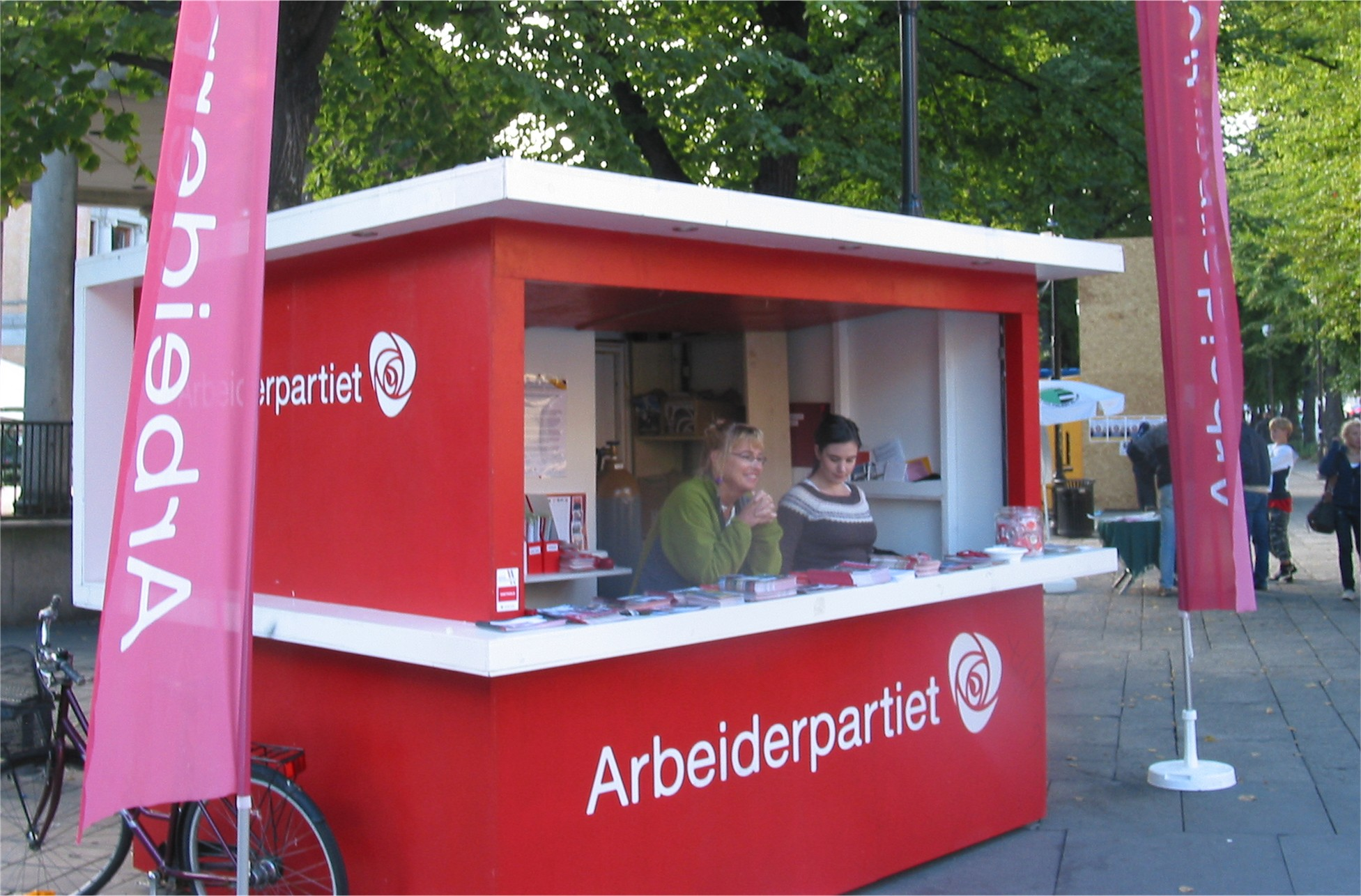
Estande de campanha do partido antes das eleições locais de 2007.

Nos anos 2000, a coalizão de centro-direita liderada por Kjell Magne Bondevik, do Partido Democrata-Cristão, foi derrubada por um voto de confiança e o Partido Trabalhista voltou ao poder com Jens Stoltenberg, que se tornou primeiro-ministro. No entanto, após uma fase de intensas lutas internas entre Stoltenberg e o ex-primeiro-ministro Thorbjørn Jagland, e um período turbulento no governo, o partido caiu para apenas 24,3% dos votos nas eleições legislativas de 2001, marcando seu pior resultado desde 1924. O partido voltou à oposição sob a liderança de Stoltenberg, antes de se recuperar com 32,7% dos votos nas eleições legislativas de 2005. O Partido Trabalhista posteriormente formou seu primeiro governo de coalizão em tempos de paz junto com o Partido da Esquerda Socialista e o Partido do Centro. Sua cooperação foi apelidada de Coalizão Vermelho-Verde.
Em 2011, o partido mudou seu nome oficial de O Partido Trabalhista Norueguês (Det Norske Arbeiderparti) para Partido Trabalhista (Arbeiderpartiet), seu nome comumente usado. O partido alegou que houve confusão entre os eleitores nas mesas de votação devido à diferença entre seu nome oficial e seu nome de uso comum. A mudança de nome levou "Arbeiderpartiet" a aparecer na cédula, eliminando qualquer potencial confusão.
Em 22 de julho de 2011, o terrorista Anders Behring Breivik abriu fogo no acampamento juvenil do Partido Trabalhista (com jovens de 13–25 anos), matando inicialmente 69 pessoas e, posteriormente, matando mais oito em Oslo com uma bomba contra um prédio do governo (liderado pelo Partido Trabalhista). A resposta inicial de Stoltenberg ao ataque foi bem recebida pelo público norueguês. Ao reafirmar o compromisso do seu governo com os valores da abertura e da tolerância face à adversidade ou à intolerância, o seu índice de aprovação subiu para 94%, apenas para diminuir acentuadamente depois da comissão do caso divulgar um relatório destacando que o lento tempo de resposta da polícia custou dezenas de vidas.
Nas eleições legislativas de 2013, a Coalizão Vermelha-Verde perdeu a maioria no Storting, mas o Partido Trabalhista continuou a ser o maior partido no parlamento. Stoltenberg, que serviu como primeiro-ministro durante 10 dos últimos 13 anos, permaneceu líder do partido até deixar o cargo em 2014, após ser nomeado secretário-geral da OTAN. Mais tarde, Jonas Gahr Støre, um perfil proeminente no governo de Stoltenberg, foi escolhido como novo líder do partido em 14 de junho de 2014. Nas eleições legislativas de 2017, ele levou o partido a uma surpreendente derrota, com os trabalhistas caindo 3,4 pontos percentuais para 27,4%, e saindo de 55 para 49 assentos no Storting, enquanto o Partido Conservador conseguiu manter maioria juntamente com os seus parceiros menores de centro-direita. Erna Solberg, membra do Partido Conservador e primeira-ministra desde 2013, permaneceu no cargo durante todo o mandato (2017—2021). 
Em 2018, o partido foi alvo de hackers suspeitos de serem da Rússia.
Depois das eleições legislativas de 2021, o partido voltou ao poder após oito anos na oposição. Mesmo caindo para 48 assentos, dos 49 que havia garantido em 2017, sua coalizão de centro-esquerda garantiu uma vitória esmagadora no geral, conquistando 100 dos 169 assentos no Storting. A crise energética foi a questão mais importante para os eleitores. Støre assumiu o cargo de primeiro-ministro do país em 14 de outubro de 2021, à frente de uma coalizão minoritária com o Partido de Centro. Logo após assumir o poder, a nova coalizão foi confrontada com uma série de crises, incluindo a invasão da Ucrânia pela Rússia e subsequentes aumentos nos preços da energia. O governo foi criticado pela forma como lidou com essas crises e, em agosto de 2022, Støre caiu para 31% nas sondagens de primeiro-ministro preferido, contra 49% a favor da ex-premiê Erna Solberg. Enquanto isso, o Partido Trabalhista atingiu um recorde de baixa intenção de voto no final de 2022, com uma série de pesquisas o colocando abaixo de 20% em setembro de 2022.

## Organização
A organização do Partido Trabalhista está dividida em 2.500 associações a nível distrital e municipal. Historicamente, o partido manteve uma estreita associação com a Confederação Norueguesa de Sindicatos (Landsorganisasjonen i Norge, LO), e até meados da década de 1990, existia um acordo de dupla adesão entre as duas organizações, com os membros da LO detendo automaticamente também membros (indiretos) do Partido Trabalhista. Em 1950, no seu auge, o partido tinha cerca de 200.500 membros. Nenhum registro foi mantido sobre membros diretos ou números de membros indiretos. A cláusula de dupla adesão foi descartada em 1995 e, no mesmo ano, seu nível de adesão caiu para pouco mais de 72.500 (de 128.000 nos anos 1990). Em 1997, esse número caiu para 64.000. Em 2021, o partido contava com 45.553 associados, segundo seu sítio oficial. Desde 2005, o partido tem mantido uma política que exige plena paridade de gênero em todos os níveis de organização.
Seu órgão supremo é o Congresso do Partido, realizado a cada dois anos. O órgão mais antigo entre estes congressos é a Reunião Nacional de Delegados, composta pela Comissão Executiva e dois delegados de cada um dos 19 concelhos. A própria Diretoria Executiva é composta por 16 membros eleitos, bem como pela liderança partidária. O partido conta com um único líder, enquanto o número de vice-líderes já oscilou em períodos diferentes.
A organização juvenil do partido é a Liga da Juventude dos Trabalhadores, que por sua vez tem uma ala de mulheres feministas conhecida como Rede das Mulheres do Partido Trabalhista (Arbeiderpartiets Kvinnebevegelse). O partido participa das eleições para o Parlamento Lapão da Noruega, e o trabalho relacionado com isto tem a sua própria estrutura organizacional com sete grupos locais, um congresso bienal, um conselho nacional e o grupo trabalhista no Parlamento Lapão.

## Resultados eleitorais

### Eleições legislativas
| Eleição | Líder                 | Votos     | %     | Assentos | +/–     | Posição | Status                           |
| ------- | --------------------- | --------- | ----- | -------- | ------- | ------- | -------------------------------- |
| 1894    | Carl Jeppesen         | 520       | 0,3%  | 0 / 114  | Novo    | 4.º     | Sem assentos                     |
| 1897    | Ludvig Meyer          | 947       | 0,6%  | 0 / 114  | Estável | 4.º     | Sem assentos                     |
| 1900    | Christian Knudsen     | 7.013     | 3,0%  | 0 / 114  | Estável | 4.º     | Sem assentos                     |
| 1903    | Christopher Hornsrud  | 22.948    | 9,7%  | 5 / 117  | 5       | 5.º     | Oposição                         |
| 1906    | Oscar Nissen          | 43.134    | 15,9% | 10 / 123 | 5       | 3.º     | Oposição                         |
| 1909    | Oscar Nissen          | 91.268    | 21,5% | 11 / 123 | 1       | 4.º     | Oposição                         |
| 1912    | Christian Knudsen     | 128.455   | 26,2% | 23 / 123 | 12      | 2.º     | Oposição                         |
| 1915    | Christian Knudsen     | 198.111   | 32,0% | 19 / 123 | 4       | 3.º     | Oposição                         |
| 1918    | Kyrre Grepp           | 209.560   | 31,6% | 18 / 123 | 1       | 3.º     | Oposição                         |
| 1921    | Kyrre Grepp           | 192.616   | 21,3% | 29 / 150 | 11      | 3.º     | Oposição                         |
| 1924    | Oscar Torp            | 179.567   | 18,4% | 24 / 150 | 5       | 3.º     | Oposição                         |
| 1927    | Oscar Torp            | 368.106   | 36,8% | 59 / 150 | 35      | 1.º     | Oposição (1927–1928)             |
| 1927    | Oscar Torp            | 368.106   | 36,8% | 59 / 150 | 35      | 1.º     | Governo minoritário (1928)       |
| 1927    | Oscar Torp            | 368.106   | 36,8% | 59 / 150 | 35      | 1.º     | Oposição (1928–1930)             |
| 1930    | Oscar Torp            | 374.854   | 31,4% | 47 / 150 | 12      | 1.º     | Oposição                         |
| 1933    | Oscar Torp            | 500.526   | 40,1% | 69 / 150 | 22      | 1.º     | Oposição (1933–1935)             |
| 1933    | Oscar Torp            | 500.526   | 40,1% | 69 / 150 | 22      | 1.º     | Governo minoritário (1935–1936)  |
| 1936    | Oscar Torp            | 618.616   | 42,5% | 70 / 150 | 1       | 1.º     | Governo maioritário              |
| 1945    | Einar Gerhardsen      | 609.348   | 41,0% | 76 / 150 | 6       | 1.º     | Coalizão (1945)                  |
| 1945    | Einar Gerhardsen      | 609.348   | 41,0% | 76 / 150 | 6       | 1.º     | Governo maioritário (1945–1949)  |
| 1949    | Einar Gerhardsen      | 803.471   | 45,7% | 85 / 150 | 9       | 1.º     | Governo maioritário              |
| 1953    | Einar Gerhardsen      | 830.448   | 46,7% | 77 / 150 | 8       | 1.º     | Governo maioritário              |
| 1957    | Einar Gerhardsen      | 865.675   | 48,3% | 78 / 150 | 1       | 1.º     | Governo maioritário              |
| 1961    | Einar Gerhardsen      | 860.526   | 46,8% | 74 / 150 | 4       | 1.º     | Governo minoritário (1961–1963)  |
| 1961    | Einar Gerhardsen      | 860.526   | 46,8% | 74 / 150 | 4       | 1.º     | Oposição (1963)                  |
| 1961    | Einar Gerhardsen      | 860.526   | 46,8% | 74 / 150 | 4       | 1.º     | Governo minoritário (1963–1965)  |
| 1965    | Einar Gerhardsen      | 883.320   | 43,1% | 68 / 150 | 6       | 1.º     | Oposição                         |
| 1969    | Trygve Bratteli       | 1.004.348 | 46,5% | 74 / 150 | 6       | 1.º     | Oposição (1969–1971)             |
| 1969    | Trygve Bratteli       | 1.004.348 | 46,5% | 74 / 150 | 6       | 1.º     | Governo minoritário (1971–1972)  |
| 1969    | Trygve Bratteli       | 1.004.348 | 46,5% | 74 / 150 | 6       | 1.º     | Oposição (1972–1973)             |
| 1973    | Trygve Bratteli       | 759.499   | 35,3% | 62 / 155 | 12      | 1.º     | Governo minoritário              |
| 1977    | Reiulf Steen          | 972.434   | 42,3% | 76 / 155 | 14      | 1.º     | Governo minoritário              |
| 1981    | Gro Harlem Brundtland | 914.749   | 37,1% | 65 / 155 | 11      | 1.º     | Oposição                         |
| 1985    | Gro Harlem Brundtland | 1.061.712 | 40,8% | 71 / 157 | 6       | 1.º     | Oposição (1985–1986)             |
| 1985    | Gro Harlem Brundtland | 1.061.712 | 40,8% | 71 / 157 | 6       | 1.º     | Governo minoritário (1986–1989)  |
| 1989    | Gro Harlem Brundtland | 907.393   | 34,3% | 63 / 165 | 8       | 1.º     | Oposição (1989–1990)             |
| 1989    | Gro Harlem Brundtland | 907.393   | 34,3% | 63 / 165 | 8       | 1.º     | Governo minoritário (1990–1993)  |
| 1993    | Thorbjørn Jagland     | 908.724   | 36,9% | 67 / 165 | 4       | 1.º     | Governo minoritário              |
| 1997    | Thorbjørn Jagland     | 904.362   | 35,0% | 65 / 165 | 2       | 1.º     | Oposição (1997–2000)             |
| 1997    | Thorbjørn Jagland     | 904.362   | 35,0% | 65 / 165 | 2       | 1.º     | Governo minoritário (2000–2001)  |
| 2001    | Thorbjørn Jagland     | 612.632   | 24,3% | 43 / 165 | 22      | 1.º     | Oposição                         |
| 2005    | Jens Stoltenberg      | 862.456   | 32,7% | 61 / 169 | 18      | 1.º     | Coalizão                         |
| 2009    | Jens Stoltenberg      | 949.060   | 35,4% | 64 / 169 | 3       | 1.º     | Coalizão                         |
| 2013    | Jens Stoltenberg      | 874.769   | 30,8% | 55 / 169 | 9       | 1.º     | Oposição                         |
| 2017    | Jonas Gahr Støre      | 801.073   | 27,4% | 49 / 169 | 6       | 1.º     | Oposição                         |
| 2021    | Jonas Gahr Støre      | 783.394   | 26,3% | 48 / 169 | 1       | 1.º     | Coalizão (2021–2025)             |
| 2021    | Jonas Gahr Støre      | 783.394   | 26,3% | 48 / 169 | 1       | 1.º     | Governo minoritário (desde 2025) |